# 山字宽盾蝽
山字宽盾蝽（学名：Poecilocoris sanszesignatus）旧作山字蝽，一种分布于中国南部地区的昆虫，是盾蝽科宽盾蝽属的一种。本种是中国昆虫学家杨惟义于1934年描述发表。
山字宽盾蝽于2023年被收录入《有重要生态、科学、社会价值的陆生野生动物名录》。